# Orden de Aubrac
La Orden de Aubrac fue una orden militar fundada en Aubrac en la diócesis de Rodez hacia 1162, fecha de su aprobación por el obispo, quien instiga la regla de San Agustín. Su propósito original fue la protección del hospital y del Camino de Santiago y el camino a Roma para los peregrinos. 
Nunca fueron numerosos los miembros de la orden, pese a lo cual la Orden de San Juan no pudo anexionarse la orden ni sus propiedades a pesar de sus intenciones. La Orden de Aubrac se mantuvo en funcionamiento hasta la Revolución francesa. 
El monasterio y hospital (Hôtel-Dieu) que forman su cuartel general se llamaba el Dômerie d'Aubrac. Fue fundado por un vizconde de Flandria, Adalardo, en 1031, como consecuencia del ataque que sufrió a manos de bandidos en el Rouergue cuando realizaba un viaje a Santiago de Compostela. A lo largo del Dômerie, la orden tenía una hueste de sacerdotes, caballeros y otros miembros laicos. En Bozouls, Milhau, Nazac, y Rodez fueron establecidos hospitales subordinados (llamados comandarias).